# Owen Roizman
Pour les articles homonymes, voir Rojzman.
Owen Roizman est un directeur de la photographie américain né le 22 septembre 1936 et mort le 6 janvier 2023 à Los Angeles.

## Filmographie
- 1970 : Stop de Bill Gunn (en)
- 1971 : French Connection (The French Connection) de William Friedkin
- 1971 : The Gang That Couldn't Shoot Straight de James Goldstone
- 1972 : Tombe les filles et tais-toi (Play It Again, Sam) de Herbert Ross
- 1972 : Le Brise-cœur (The Heartbreak Kid) d'Elaine May
- 1973 : L'Exorciste (The Exorcist) de William Friedkin
- 1974 : Les Pirates du métro (The Taking of Pelham One Two Three) de Joseph Sargent
- 1975 : Les Femmes de Stepford (The Stepford Wives) de Bryan Forbes
- 1975 : Les Trois Jours du Condor (Three Days of the Condor) de Sydney Pollack
- 1976 : La Revanche d'un homme nommé Cheval (The Return of a Man Called Horse) d'Irvin Kershner
- 1976 : Independence de John Huston
- 1976 : Network, main basse sur la télévision (Network) de Sidney Lumet
- 1978 : Le Récidiviste (Straight Time) d'Ulu Grosbard
- 1978 : Sergeant. Pepper's Lonely Hearts Club Band (Sgt. Pepper's Lonely Hearts Club Band) de Michael Schultz
- 1979 : Le Cavalier électrique (The Electric Horseman) de Sydney Pollack
- 1980 : The Black Marble de Harold Becker
- 1981 : Taps (Le Dernier Clairon) de Harold Becker
- 1981 : Sanglantes Confessions (True Confessions) d'Ulu Grosbard
- 1981 : Absence de malice (Absence of Malice) de Sydney Pollack
- 1982 : Tootsie de Sydney Pollack
- 1985 : Vision Quest de Harold Becker
- 1990 : Je t'aime à te tuer (I Love You to Death) de Lawrence Kasdan
- 1990 : Havana de Sydney Pollack
- 1991 : La Famille Addams (The Addams Family) de Barry Sonnenfeld
- 1991 : Grand Canyon de Lawrence Kasdan
- 1994 : Wyatt Earp de Lawrence Kasdan
- 1995 : French Kiss de Lawrence Kasdan